# Роженко Микола Васильович
Роженко Микола Васильович — український зоолог, теріолог, кандидат біологічних наук, науковий співробітник Одеського національного університету імені І. І. Мечникова, один з засновників Нижньодністровського національного природного парку, автор та ведучий сайту «Пониззя Дністра», голова Ради Теріологічної школи.

## Біографічні деталі

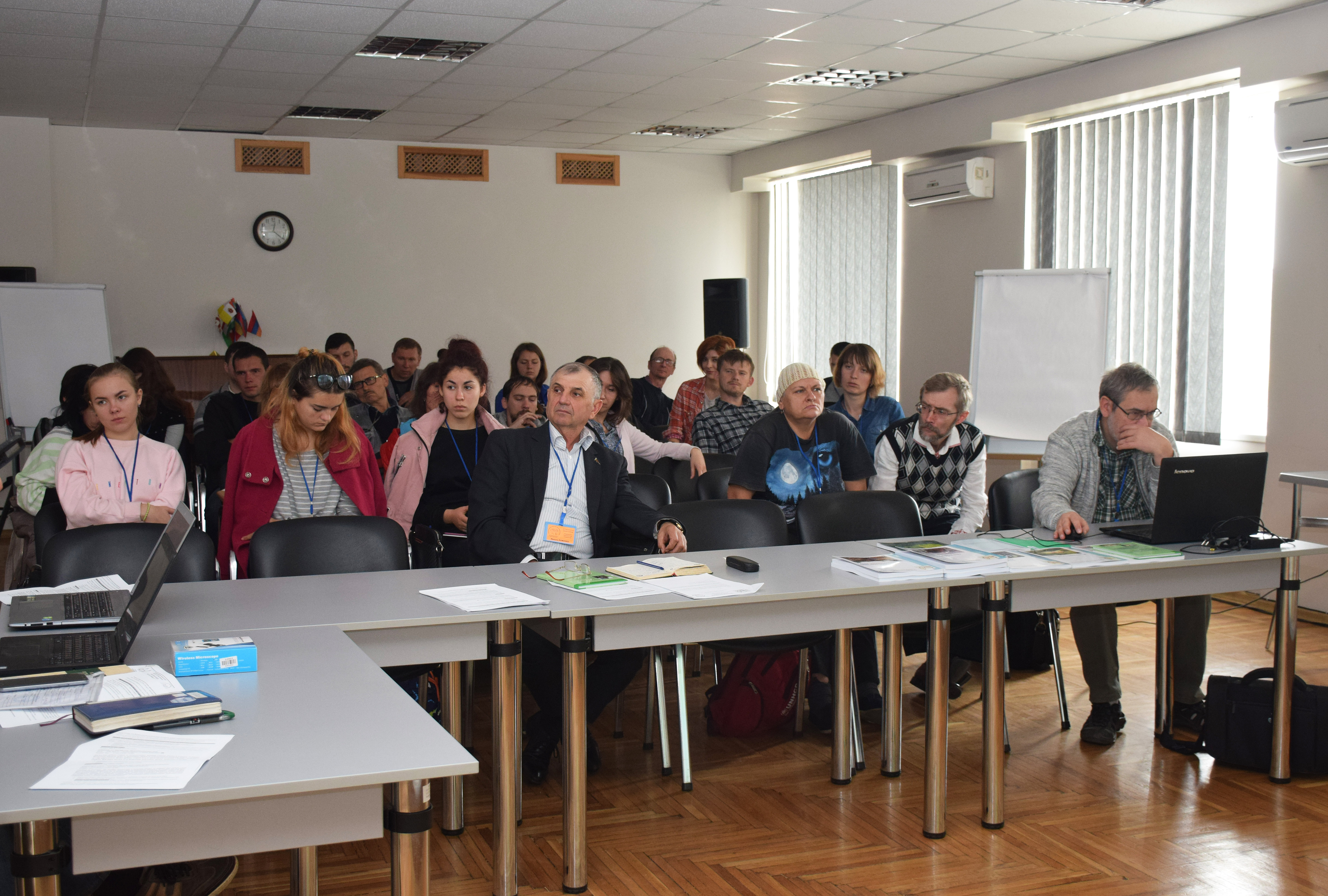
Наукова сесія в Українському науково-дослідному протичумному інституті імені І. І. Мечникова у м. Одеса (засідання XXIV Теріологічної школи). Микола Роженко — в центрі першого ряду.

Протягом 1978—1983 рр. навчався на біологічному факультеті Одеського національного університету ім. І. І. Мечникова. Спеціалізувався по кафедрі зоології. Із 1983 р. активно займається вивченням природи Дністра.
У 2006 р. захистив кандидатську дисертацію на спецраді при Інституті зоології НАН України, за спеціальністю 03.00.08 — зоологія, під керівництвом проф. Анатолія Волоха. Тема дисертації — «Хижі ссавці Північно-Західного Причорномор'я (фауна, динаміка чисельності та морфологія)».
У 2006—2007 рр., як спеціаліст-теріолог та координатор польових робіт, брав участь у проекті TACIS, проводив наукові дослідження у пониззі Дністра, які були покладені в основу екологічного обґрунтування створення Нижньодністровського національного природного парку.
Автор багатьох наукових робіт з теріології, що надруковані у вітчизняних та іноземних виданнях, більшість з яких присвячено Дністровській тематиці. За час наукових досліджень у пониззі Дністра було знайдено нові види представників теріофауни для цього регіону. Однією з найважливіших стала реєстрація шакала звичайного (Canis aureus), нового виду фауни України. Вивченню екології та закономірностей розселення в Україні шакала присвячено низку публікацій в українських та міжнародних виданнях.
З першого дня створення Нижньодністровського національного природного парку (з 2008 р.) працював на посаді заступника директора — головного природознавця. Започаткував усі напрямки його діяльності. З 1 грудня 2014 р. по 1 грудня 2015 р. — директор цієї природоохоронної установи.

## найвагоміші здобутки і визнання
- цикл наукових праць з фауни та екології хижих ссавців Причорномор'я,
- дисертація «Хижі ссавці Північно-Західного Причорномор'я» (2006),
- один із засновників (2008), головний природознавець та директор (2015) Нижньодністровського національного природного парку,
- цикл досліджень з вивчення інвазії шакала в Україні та її екологічних закономірностей (1998—2017),
- член Міжвідомчої робочої групи при Міністерстві екології та природних ресурсів України щодо збереження хижих тварин (з 2013)[1]
- член Ради Теріологічної школи та з 2017 р. — Голова Ради Теріошколи.

На сайті «Пониззя Дністра» вміщено огляд здобутків, які зроблено М. Роженком, оформлений у формі звіту про діяльність на посаді директора Національного парку Цей нарис містить величезну кількість фактів та ілюстрацій про наукові та природоохоронні події, заходи і здобутки, проведені Миколою Роженком або за його ініціативою, і супроводжений списком посилань на 57 (!) інших джерел, де висвітлено окремі акції і події.

## найбільш цитовані наукові праці
Згідно з професійним профілем Миколи Роженка в гугл-академії, індекс Гірша дослідника становить h = 6. У п'ятірку найбільш цитованих праць увійшли публікації про об'єкти його досліджень — хижих ссавців, однієї з найбільш значущих груп в складі біотичних угруповань:
- «Появление шакала обыкновенного (Canis aureus) на юге Украины» (Роженко, Волох, 2000),
- «Первая встреча … шакала на юго-западе Украины» (Волох и др., 1998),
- «Хижі ссавці Північно-Західного Причорномор'я: дисертація» (Роженко, 2006),
- «The golden jackal as a new species in the fauna of Ukraine» (Volokh, Rozhenko, 2010),
- «Заселение енотовидной собакой Северного Приазовья и Причерноморья» (Роженко, Волох, 1998),
- «Находки лесной куницы … на юго-западе Украины» (Лобков, Роженко, 1998),
- «Живлення деяких хижих ссавців у антропогенному ландшафті Причорномор'я» (Роженко, 2006),
- «Деякі результати дослідження екології лисиці звичайної у Причорномор'ї» (Роженко, 2002),
- «Биотопическое распределение енотовидной собаки в степной зоне Украины» (Волох, Роженко, 1998)

## громадська діяльність
Микола Васильович — організатор низки екологічних акцій, проведених ним спільно з волонтерами та громадами сіл, прилеглих до Національного парку Нижньодністровський, присвячених визначним екологічним датам, висадці дерев, поширенню знань про унікальні природні куточки краю. Серед інших примітних акцій — і вилучення кілометрів браконьєрських сіток, які спільно з волонтерами були перешиті на маскувальні сітки і передані на фронт.
- Див. також: Микола Роженко читає вірш Олександра Ройченка, присвячений природі пониззя Дністра (відео)
- див. також: Встречи на Думской. Николай Роженко, директор Нижнеднестровского национального природного парка
- див. також: Учні Надлиманської ЗОШ. Червень 2015 р. (відео)

У жовтні 2017 року Микола Роженко виступив одним з ключових організаторів конференції Українського теріологічного товариства НАН України (УТТ) з циклу "Теріологічна школа". Інформація про Теріошколу-2017, що відбулася в Одесі 4-8 жовтня 2017 року, розміщена на сайті УТТ.

## журналістські матеріали з інтерв'ю Миколи Роженка
Існує велика кількість журналістських репортажів, в яких Микола Васильович висловлює своє бачення природоохоронних потреб регіону. Зокрема, щодо обмеження проявів браконьєрства , потреб розвитку природно-заповідного фонду Одещини .